# Österreichische Badmintonmeisterschaft 2023
Die Österreichische Badmintonmeisterschaft 2023 wurde vom 3. bis zum 5. Februar 2023 in der Wiener Stadthalle ausgetragen. Es war die 66. Auflage der Meisterschaften, als Ausrichter fungierte der WAT Simmering.

## Medaillengewinner
| Disziplin    | Gold                               | Silber                             | Bronze                            |
| ------------ | ---------------------------------- | ---------------------------------- | --------------------------------- |
| Herreneinzel | Luka Wraber                        | Wolfgang Gnedt                     | Kai Niederhuber                   |
| Herreneinzel | Luka Wraber                        | Wolfgang Gnedt                     | Michael Tomic                     |
| Dameneinzel  | Katrin Neudolt                     | Nadine Reiter                      | Carina Meinke                     |
| Dameneinzel  | Katrin Neudolt                     | Nadine Reiter                      | Anja Rumpold                      |
| Herrendoppel | Philip Birker Philipp Drexler      | Kai Niederhuber Michael Tomic      | Gustav Andree Simon Bailoni       |
| Herrendoppel | Philip Birker Philipp Drexler      | Kai Niederhuber Michael Tomic      | Kilian Meusburger Ilija Nicolussi |
| Damendoppel  | Serena Au Yeong Katharina Hochmeir | Sabina Balut Carina Meinke         | Sarah Dlapka Anja Rumpold         |
| Damendoppel  | Serena Au Yeong Katharina Hochmeir | Sabina Balut Carina Meinke         | Réka Sárosi Bianca Schiester      |
| Mixed        | Philip Birker Serena Au Yeong      | Philipp Drexler Katharina Hochmeir | Simon Bailoni Lena Kremmel        |
| Mixed        | Philip Birker Serena Au Yeong      | Philipp Drexler Katharina Hochmeir | Kai Niederhuber Sarah Dlapka      |

## Herreneinzel
- Piotr Jaszczynski – Christian Gstrein: 21-19 21-17
- Marc Ryan Legitimas – Allan Sudarma: 21-12 21-11
- Richard Schneeberger – Erik Gebeshuber: 21-18 19-21 23-21
- Jonas Windauer – Péter Tóth: 21-12 21-8
- Thomas Badent – Simon Habersack: 21-18 27-29 21-18
- Christoph Gschwandtner – Philipp-Emanuel Pap: 21-10 21-18
- Lenny Sudarma – Jacob Achleitner-Simonsen: 21-9 21-10
- Elias Spitzhofer – Giri Himanshu: 21-11 21-10
- Marian Gratzer – Lukas Mittermayr: 17-21 21-16 21-14
- Manuel Kristler – Uwe Tschreppl: 21-14 21-17
- Markus Schaller – Adrian Schwarzmann: 21-10 21-10
- Vilson Vattanirappel – Lukas Fröhlich: 21-14 21-14
- Matteo Badent – Stefan Schausberger: 21-7 21-17
- Simon Hundsbichler – Oliver Truchanowicz-Schwarz: 21-11 21-10
- Nathan Schuur – Mario Gerstl: 21-11 21-16
- Christian Hartner – Piotr Jaszczynski: 21-14 21-14
- Luka Wraber – Christian Riedl: 21-2 21-5
- Kilian Meusburger – Richard Schneeberger: 21-13 21-12
- Pascal Cheng – Jonas Windauer: 21-9 21-13
- Kai Niederhuber – Thomas Badent: 21-8 21-11
- Erik Seiwald – Christoph Gschwandtner: 21-14 21-19
- Emil Dantler – Lenny Sudarma: 21-14 21-12
- Jakob Rinner – Elias Spitzhofer: 21-12 21-9
- Marc Ryan Legitimas – Lorenz Windauer: 21-14 21-13
- Christian Tomic – Marian Gratzer: 21-3 21-11
- Luca Froschauer – Manuel Kristler: 21-12 21-19
- Michael Tomic – Markus Schaller: 21-11 14-21 21-15
- Ilija Nicolussi – Vilson Vattanirappel: 23-21 21-13
- Ármin Sárosí – Matteo Badent: 19-21 21-3 21-8
- Michael Schausberger – Simon Hundsbichler: 21-19 19-21 21-13
- Wolfgang Gnedt – Nathan Schuur: 21-4 21-2
- Luka Wraber – Kilian Meusburger: 21-11 21-14
- Pascal Cheng – Christian Hartner: 21-12 21-15
- Kai Niederhuber – Erik Seiwald: 21-9 21-12
- Emil Dantler – Jakob Rinner: 21-16 21-11
- Christian Tomic – Marc Ryan Legitimas: 21-10 21-10
- Michael Tomic – Luca Froschauer: 21-11 21-14
- Ármin Sárosí – Ilija Nicolussi: 21-14 15-21 21-16
- Wolfgang Gnedt – Michael Schausberger: 21-5 21-13
- Luka Wraber – Pascal Cheng: 21-9 21-7
- Kai Niederhuber – Emil Dantler: 21-13 21-10
- Michael Tomic – Christian Tomic: 21-9 18-21 22-20
- Wolfgang Gnedt – Ármin Sárosí: 21-8 21-3
- Luka Wraber – Wolfgang Gnedt: 21-14 21-19
- Luka Wraber – Kai Niederhuber: 21-10 21-19
- Wolfgang Gnedt – Michael Tomic: 21-14 21-10

## Dameneinzel
- Jana Weissenbach – Jessica Drinovac: 21-15 21-13
- Iveta Galova – Fiona Scrinzi: 21-13 22-20
- Jana Haas – Kira Dlapka: 21-11 21-13
- Carina Meinke – Anna Simonsen: 21-11 21-6
- Bianca Schiester – Hanna Gillesberger: 21-16 21-14
- Natalia Galova – Veronika Rybska: 21-16 21-15
- Chiara Rudolf – Lena Schindler: 21-17 14-21 21-19
- Valentina Budroni – Lara Stockinger: 21-6 21-13
- Ruth Kleinfelder – Jennifer Putzi: 21-14 21-7
- Anna Gstrein – Emily Wu: w.o.
- Katrin Neudolt – Jana Weissenbach: 21-15 21-11
- Sarah Dlapka – Iveta Galova: 21-19 21-12
- Nina Almer – Jana Haas: 14-21 21-12 21-19
- Carina Meinke – Bianca Schiester: 22-20 21-13
- Natalia Galova – Chiara Rudolf: 22-20 14-21 25-23
- Anja Rumpold – Valentina Budroni: 21-9 21-9
- Nadine Reiter – Ruth Kleinfelder: 21-13 25-27 21-12
- Martina Nöst – Anna Gstrein: 21-9 21-12
- Katrin Neudolt – Sarah Dlapka: 21-11 21-9
- Carina Meinke – Nina Almer: 21-13 17-21 21-15
- Anja Rumpold – Natalia Galova: 21-11 21-12
- Nadine Reiter – Martina Nöst: 21-19 22-20
- Katrin Neudolt – Nadine Reiter: 21-4 21-11
- Katrin Neudolt – Carina Meinke: 21-13 21-17
- Nadine Reiter – Anja Rumpold: 12-21 22-20 21-16

## Herrendoppel
- Richard Schneeberger / Erik Seiwald – Harunobu Kagawa / Michael Wagner: 21-13 21-11
- Lenny Sudarma / Allan Sudarma – Fabian Schön / Kevin Zheng: 21-11 21-4
- Christoph Gschwandtner / Erik Gebeshuber – Christian Riedl / Uwe Tschreppl: 21-13 19-21 21-8
- Markus Schaller / Simon Hundsbichler – Stefan Schausberger / Jonas Windauer: 21-14 21-15
- Lukas Weissenbäck / Simon Habersack – Lorenz Oberndorfer / Florian Wöhrl: 21-9 21-15
- Vilson Vattanirappel / Pascal Cheng – Manuel Kristler / Jan Tobolski: 21-14 21-10
- Christian Hartner / Jacob Achleitner-Simonsen – Nathan Schuur / Elias Spitzhofer: 21-11 21-11
- Thomas Badent / Matteo Badent – Lukas Mittermayr / Adrian Schwarzmann: w.o.
- Marc Ryan Legitimas / Lukas Fröhlich – Piotr Jaszczynski / Oliver Truchanowicz-Schwarz: 21-15 21-16
- Philipp Drexler / Philip Birker – Erik Gebeshuber / Christoph Gschwandtner: 21-14 21-9
- Christian Hartner / Jacob Achleitner-Simonsen – Jakob Rinner / Lorenz Windauer: 21-13 14-21 21-18
- Ilija Nicolussi / Kilian Meusburger – Matteo Badent / Thomas Badent: 21-12 21-19
- Christian Tomic / Ármin Sárosí – Simon Hundsbichler / Markus Schaller: 21-18 21-11
- Erik Seiwald / Richard Schneeberger – Simon Habersack / Lukas Weissenbäck: 23-21 16-21 21-14
- Simon Bailoni / Gustav Andree – Allan Sudarma / Lenny Sudarma: 21-8 21-11
- Michael Schausberger / Luca Froschauer – Pascal Cheng / Vilson Vattanirappel: 21-17 22-20
- Michael Tomic / Kai Niederhuber – Lukas Fröhlich / Marc Ryan Legitimas: 21-16 21-10
- Philipp Drexler / Philip Birker – Jacob Achleitner-Simonsen / Christian Hartner: 21-10 21-9
- Ilija Nicolussi / Kilian Meusburger – Ármin Sárosí / Christian Tomic: 21-14 21-11
- Simon Bailoni / Gustav Andree – Richard Schneeberger / Erik Seiwald: 21-9 21-11
- Michael Tomic / Kai Niederhuber – Luca Froschauer / Michael Schausberger: 21-18 19-21 21-13
- Philipp Drexler / Philip Birker – Kai Niederhuber / Michael Tomic: 21-19 20-22 21-19
- Philipp Drexler / Philip Birker – Kilian Meusburger / Ilija Nicolussi: 21-12 21-10
- Michael Tomic / Kai Niederhuber – Gustav Andree / Simon Bailoni: 14-21 22-20 21-19

## Damendoppel
- Iveta Galova / Valentina Budroni – Ruth Kleinfelder / Nicoleta Tiron: 21-13 21-10
- Amelie Kober / Natalia Galova – Veronika Rybska / Stefanie Wagner: 21-15 21-17
- Martina Nöst / Nina Almer – Jana Haas / Nadine Reiter: 21-16 21-18
- Katharina Hochmeir / Serena Au Yeong – Isabel Delueg / Lena Schindler: 21-11 21-12
- Chiara Rudolf / Lena Krug – Sofie Masetti / Lara Stockinger: 21-13 21-8
- Anja Rumpold / Sarah Dlapka – Conny Ertl / Johanna Höfle: 21-13 21-17
- Amelie Kober / Natalia Galova – Karoline Pottendorfer / Emily Wu: w.o.
- Lena Kremmel / Anna Hagspiel – Valentina Budroni / Iveta Galova: 17-21 21-13 21-8
- Carina Meinke / Sabina Balut – Kira Dlapka / Hanna Gillesberger: 21-8 21-15
- Martina Nöst / Nina Almer – Fiona Scrinzi / Jana Weissenbach: 21-7 21-8
- Bianca Schiester / Réka Sárosi – Jennifer Putzi / Anna Simonsen: 21-7 21-9
- Katharina Hochmeir / Serena Au Yeong – Lena Krug / Chiara Rudolf: 21-9 21-9
- Anja Rumpold / Sarah Dlapka – Natalia Galova / Amelie Kober: 21-15 21-14
- Carina Meinke / Sabina Balut – Anna Hagspiel / Lena Kremmel: 11-21 21-17 21-14
- Bianca Schiester / Réka Sárosi – Nina Almer / Martina Nöst: 21-13 16-21 21-12
- Katharina Hochmeir / Serena Au Yeong – Sabina Balut / Carina Meinke: 21-12 21-15
- Katharina Hochmeir / Serena Au Yeong – Sarah Dlapka / Anja Rumpold: 21-7 21-19
- Carina Meinke / Sabina Balut – Réka Sárosi / Bianca Schiester: 21-19 14-21 21-17